# Bikini (atoll)
Pour les articles homonymes, voir Bikini et Bikini Atoll.
L'atoll de Bikini fait partie des îles Marshall. Il est particulièrement connu pour avoir été le théâtre d'essais d'armes atomiques menés par les États-Unis, à partir du 1er juillet 1946, date de la première explosion de l'opération Crossroads.

## Toponymie
Bikini serait une déformation du nom mélanésien local Pikinni que l'on traduit par pik (« aire », « surface ») et ni (« cocotier »).[réf. nécessaire]

## Histoire
L'expédition d'Otto von Kotzebue (1823-1826) aborde l'atoll et le baptise île Eschscholtz.
L'histoire atomique de l'atoll commence en février 1946, lorsque le gouverneur militaire des îles Marshall vient en fin de messe pour demander aux 167 habitants leur consentement pour le prêt de leur atoll. L'armée américaine filme alors de curieuses mises en scène, refaites de nombreuses fois, où elle est censée montrer qu'elle fait tout pour apporter du bien-être aux Bikiniens. Ces séquences exagérant tous les points positifs sont ensuite diffusées au cinéma par United News, un instrument de propagande au service du gouvernement américain.
Le 7 mars 1946, la population autochtone de l'île est évacuée et déplacée sur l'atoll de Rongerik. 67 expériences nucléaires dont 23 explosions de bombes A et de bombes H ont été effectuées entre 1946 et 1958, dont celle de Castle Bravo, la plus puissante bombe H américaine. Trois îles sont rayées de la carte durant ces expériences.
À la fin des années 1960 et au début des années 1970, quelques habitants originaires de l’atoll furent renvoyés s'y installer mais furent à nouveau évacués en raison du fort taux de radioactivité enregistré. En 1998, l'Agence internationale de l'énergie atomique (AIEA) a recommandé de ne pas repeupler les îles de l'atoll, les produits locaux et l'eau des nappes étant impropres à la consommation.
En 2010, l'atoll de Bikini est inscrit sur la liste du patrimoine mondial en tant que « symbole de l'entrée dans l'âge nucléaire » de l'Humanité.

## Tourisme
Il est aujourd'hui possible d'y faire du tourisme à condition de signer une décharge indiquant que l'on renonce à toute poursuite en cas de cancer. Selon les autorités, les séjours de courte durée ne présenteraient pas de risque sanitaire particulier si on s'abstient de manger les fruits et légumes de l'île.
En effet, les sols coralliens sont  très pauvres en potassium, et le césium est chimiquement très proche du potassium. Certaines plantes absorbent donc le césium 137 produit par les explosions nucléaires, et deviennent à leur tour fortement radioactives. Seuls certains fruits et légumes sont touchés.

## Transport
L'atoll de Bikini possède un aéroport (code AITA : BII).

Drapeau des îles Bikini.

## Postérité

### Maillot de bain
L'atoll a donné son nom au bikini, un type de maillot de bain féminin. En 1946, le Français Louis Réard a lancé un maillot de bain « révolutionnaire » qu'il baptisa du nom de l'atoll de Bikini, où venait de se dérouler un essai nucléaire américain. Ce maillot deux pièces, vendu dans une boîte d'allumettes, est commercialisé avec le slogan : « Le bikini, la première bombe anatomique ! ». De quoi susciter à l'époque un véritable raz de marée de protestations[pourquoi ?]. Les autorités italiennes, espagnoles et belges en interdisent le port. En France, le maire[Lequel ?] de Biarritz aura recours en 1948 à un arrêté municipal pour bannir ces bouts de tissu de la plage du casino.

### À l'écran
- L'île de Bikini est la source d'inspiration du lieu imaginaire où se situe le programme télévisé américain pour enfants Bob l'éponge. L'émission met en scène différents personnages marins anthropomorphes, dont les aventures se déroulent en majeure partie dans la ville sous-marine de Bikini Bottom.
- Dans le film Godzilla, les essais réalisés sur l'atoll de Bikini à partir de 1954 sont présentés comme de vaines tentatives de tuer Godzilla, le monstre vedette du film.
- Dans la série Le Maître du Haut Château, les images des essais thermonucléaires sur l'atoll de Bikini de notre dimension sont utilisées dans une dimension alternative pour empêcher une attaque nucléaire du Troisième Reich contre l'empire du Japon, en faisant croire que le Japon avait développé un arsenal thermonucléaire.
- Les essais nucléaires menés sur l'île et le devenir des habitants de l'atoll sont présentés dans le documentaire The Coming War on China de John Pilger[3].

### Bande dessinée
- Le scénariste Christophe Bec s'est inspiré de ces situations au début de l'histoire pour en mettre une scène de monstre humain dans les bandes dessinées Bikini Atoll, publié par Glénat dans la collection « Flesh and Bones » en 2016[4] et en 2018[5]

### Jeu vidéo
- L'une des missions secondaires du jeu The Bureau: XCOM Declassified consiste à empêcher une frappe nucléaire sur Washington par des aliens qui contrôlent un ICBM américain. Ne pouvant empêcher le lancement, le joueur redirige le missile sur l'Atoll de Bikini.

### Citation
« Il y a eu Bikini avec sa parade de cochons déguisés en officiers supérieurs, ce qui ne manquerait pas de drôlerie si l'habilleuse n'était pas la mort. »

— André Breton, Le Libertaire, 21 octobre 1949, p.3